# Euripus alcathoeides
Euripus alcathoeides är en fjärilsart som beskrevs av De Nicéville 1886. Euripus alcathoeides ingår i släktet Euripus och familjen praktfjärilar. Inga underarter finns listade i Catalogue of Life.